# Complejo termoeléctrico Ventanas
El complejo termoeléctrico Ventanas corresponde a un conjunto de centrales termoeléctricas ubicadas en la localidad de Las Ventanas, Región de Valparaíso, Chile. Es operado por la empresa AES Gener y posee una capacidad instalada de 747 MW entre las unidades Ventanas II, Nueva Ventanas y Campiche.

## Historia
La central termoeléctrica de Ventanas surge a partir de la necesidad de energía eléctrica que requería el proyecto de un complejo industrial a instalarse en el sector a fines de los años 1950, el que se componía de una refinería y una fundición, ambas operadas por la Empresa Nacional de Minería (ENAMI) para el procesamiento de cobre extraído de las minas de la zona central. La termoeléctrica sería operada por la Compañía Chilena de Electricidad (CHILECTRA), empresa que se encontraba instalada en el sector desde 1958. En 1964 se pondrían en marcha las instalaciones de ENAMI e inicia sus operaciones la termoeléctrica, con una potencia instalada de 120 MW.
En 1977 se inaugura la termoeléctrica Ventanas II, con una capacidad instalada mayor a la primera al contar con 220 MW.
En 2010 entra en operaciones la termoeléctrica Nueva Ventanas.
El 15 de marzo de 2013 entra en funcionamiento la termoeléctrica Campiche.

## Unidades generadoras
El complejo cuenta actualmente con cuatro unidades generadoras. A continuación se detallan características técnicas de cada una, según datos proporcionados por la Comisión Nacional de Energía:
| Generador (Unidad)            | Inicio de operaciones | Potencia bruta (MW) | Combustible | Consumo de combustible (kcal/kWh) | Estado actual |
| ----------------------------- | --------------------- | ------------------- | ----------- | --------------------------------- | ------------- |
| Ventanas I                    | 1964                  | 114,2               | Carbón      | 2994,3                            | Cerrada       |
| Ventanas II                   | 1977                  | 208                 | Carbón      | 2685,2                            | Cerrada       |
| Nueva Ventanas (Ventanas III) | 2010                  | 267                 | Carbón      | 2813,4                            | Activa        |
| Campiche (Ventanas IV)        | 2013                  | 272                 | Carbón      | 380                               | Activa        |

## Contaminación ambiental
El complejo termoeléctrico, al igual que las industrias aledañas, han sido objeto de una serie de cuestionamientos durante décadas debido a la contaminación ambiental que generan. En 1993 la zona es declarada como saturada de contaminación, específicamente por altas concentraciones de anhídrido sulfuroso y material particulado respirable. La situación ha tenido episodios críticos, como la intoxicación de habitantes de la localidad cercana de La Greda en 2013. Un año antes ya se había abierto un sumario sanitario a AES Gener, y a la vecina fundición de Codelco, por un evento de contaminación.
En 2019, la Superintendencia de Medio Ambiente formuló cargos contra AES Gener por incumplimientos ambientales en el complejo. Entre los cargos más graves se encuentran el incumplimiento de lo dispuesto en el plan de acción operacional de la central Nueva Ventanas en cuanto a las emisiones de dióxido de azufre, además de superar los niveles máximos de presión sonora. La empresa, al no ejecutar medidas oportunas ante un evento crítico, provoca un riesgo para la salud de la población.

## Cierre de Ventanas I y II
En diciembre de 2019, en el marco de la Conferencia de las Naciones Unidas sobre el Cambio Climático (COP25), el ministerio de Energía anunció un acuerdo para el cierre anticipado de las centrales Ventanas I y Ventanas II, siguiendo la estrategia de Chile para ser un país carbono neutral, retirando todas las centrales eléctricas que generan energía con carbón para 2050 y avanzar en el uso de energía renovables.
Ventanas I tenía planificado su cierre para noviembre de 2022 y Ventanas II para mayo de 2024 pero, luego de este acuerdo, los cierres se adelantaron para diciembre de 2020 y 2022, respectivamente.